# Forêts claires de la savane namibienne
Localisation
Les forêts claires de la savane namibienne forment une écorégion de l'écozone afrotropicale ; elle couvre, en Angola et en Namibie, l'étroite bande des contreforts du grand escarpement qui bordent les déserts du Namib et du Kaokoveld puis s'élargit progressivement vers le sud, où elle comprend de vastes zones du plateau au sud de Windhoek.
C'est une zone de fort endémisme, concernant les plantes, les invertébrés, les amphibiens, les reptiles, les mammifères et les oiseaux.

## Climat
Le climat est sec, la pluviométrie varie entre 60 mm/an à l'ouest et 200 mm/an à l'est. Il s'agit essentiellement d'orages d'été austral, d'octobre à mars, avec une variabilité inter-annuelle importante. Les amplitudes thermiques sont aussi importantes, les températures allant de −9 °C à plus de 40 °C selon les saisons.

## Orologie
L'écorégion est une zone de transition entre les déserts des basses-terres et le plateau central d'Afrique australe. Les reliefs chaotiques et fortement disséqués qui forment l'escarpement dépassent à certains endroits les 2 000 m d'altitude ; vers le sud, l'écorégion s'étend sur le plateau proprement dit, entre 1 000 et 2 000 m d'altitude, jusqu'au bassin du Kalahari, sableux et plat.
Le Kunene est le seul cours d'eau permanent de la zone.

## Flore
On distingue trois types de végétation du nord au sud : la savane à mopane, la transition semi-désertique avec la savane et la savane arbustive naine. 
Les espèces du genre Commiphora sont particulièrement présentes dans la savane à mopane au nord et dans la zone de transition. Au sud, la végétation est dominée par des arbustes ; Rhigozum trichotomum est le plus caractéristique et on trouve aussi des  Parkinsonia africana, Acacia nebrownii, Boscia foetida, Boscia albitrunca et Catophractes alexandri ainsi que de plus petits arbustes tels que Pentzia et Eriocephalus. L'Aloe dichotoma est abondant sur les crêtes rocheuses.

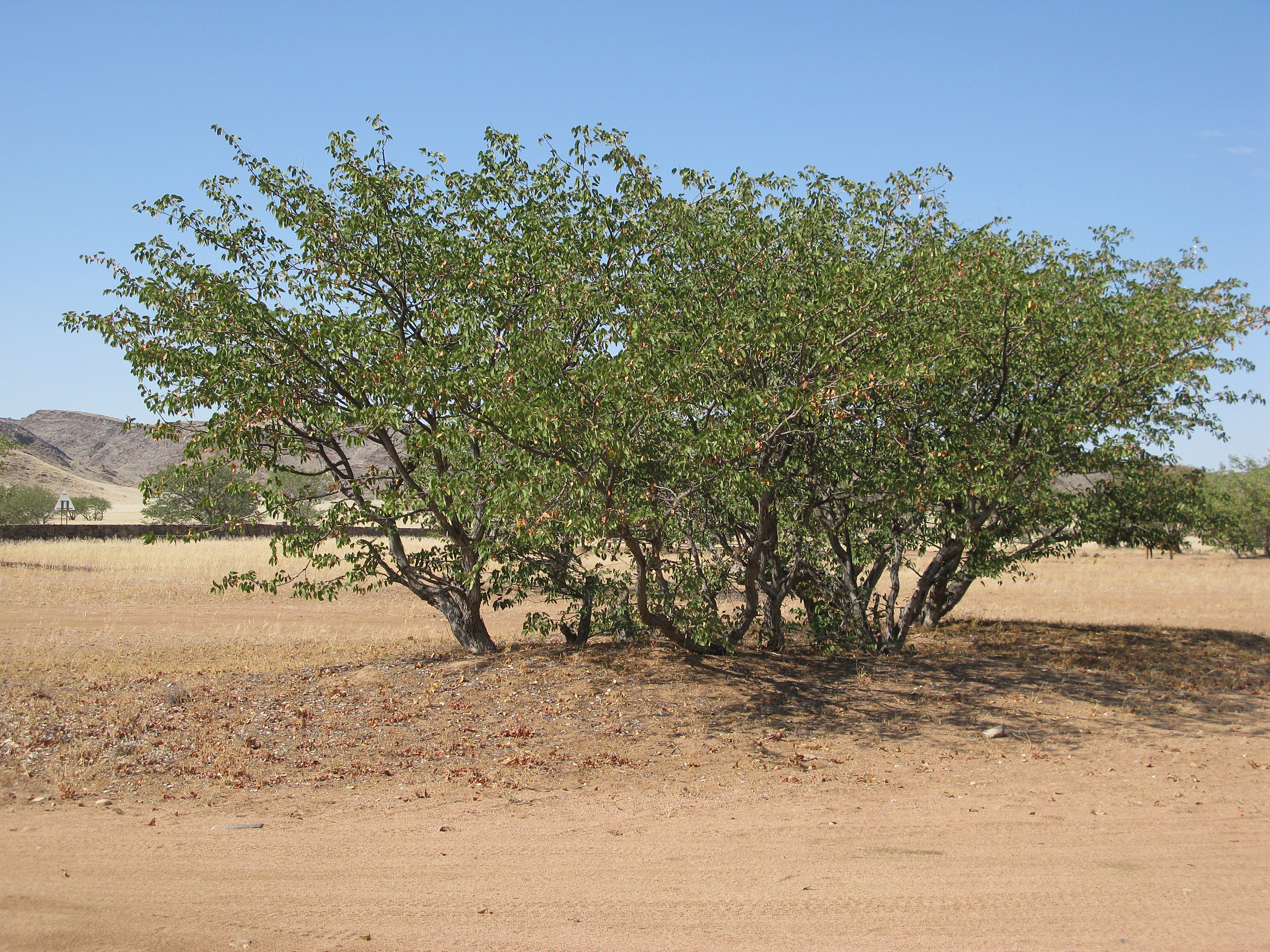
Mopane.
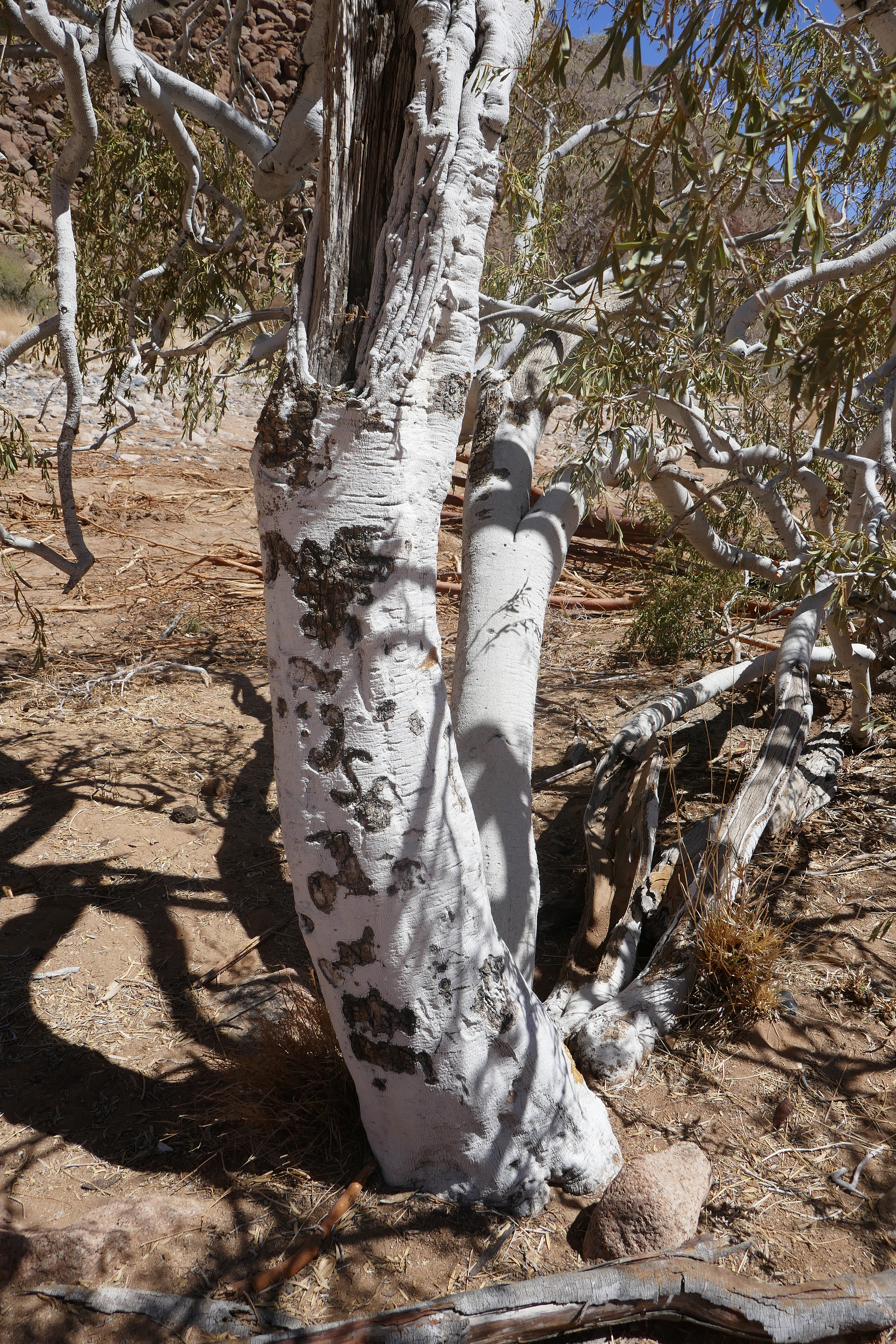
Tronc blanc de Boscia albitrunca.
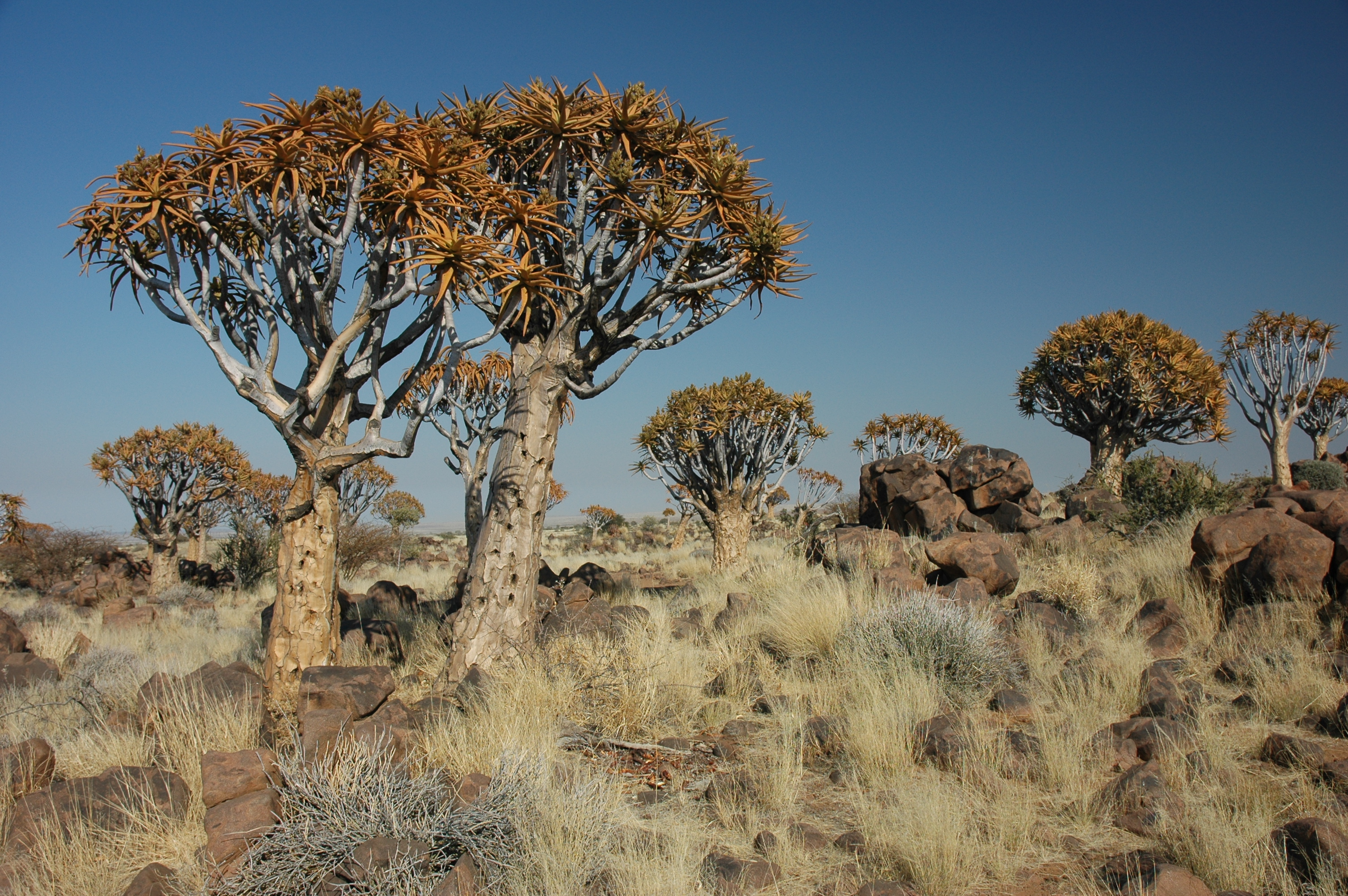
Aloe dichotoma.

## Faune
L'écorégion compte un nombre significativement plus important d'invertébrés, d'amphibiens, de reptiles, de mammifères et d'oiseaux endémiques namibiens que les écorégions adjacentes. Les mammifères endémiques et quasi-endémiques sont composés principalement de chauves-souris, de rongeurs et de petits carnivores.
Concernant les grands mammifères, on compte des populations d'éléphants et de rhinocéros noirs, des koudous, des springboks, des oryx gazelles, des dik-diks de Kirk, des impalas à face noire. Les prédateurs sont le lion, le léopard, le guépard, le renard à oreilles de chauve-souris et le renard du Cap.
Sept reptiles sont strictement endémiques et environ cinquante espèces de reptiles sont quasi endémiques de l'écorégion, 83 % se trouvant sur et autour du massif du Brandberg (Pedioplanis husabensis, Namazonurus namaquensis, Namazonurus campbelli, Namazonurus pustulatus, Pachydactylus gaiasensis…). Seuls deux amphibiens sont considérés comme endémiques de l'écorégion, Poyntonophrynus hoeschi et Poyntonophrynus grandisonae.
L'escarpement de Kaoko présente le plus haut niveau de diversité aviaire de Namibie, avec 297 espèces d'oiseaux enregistrées à ce jour, qu'on trouve à des altitudes comprises entre 600 et 1 200 m dans des habitats rocheux. Cinq oiseaux sont endémiques ou presque endémiques, le traquet du Karoo, le Cercomela tractrac, la Cisticola subruficapillus, le namiorne héréro et l'astrild de Sao Tomé, cette dernière ne se trouvant que dans la zone plus humide située en Angola.

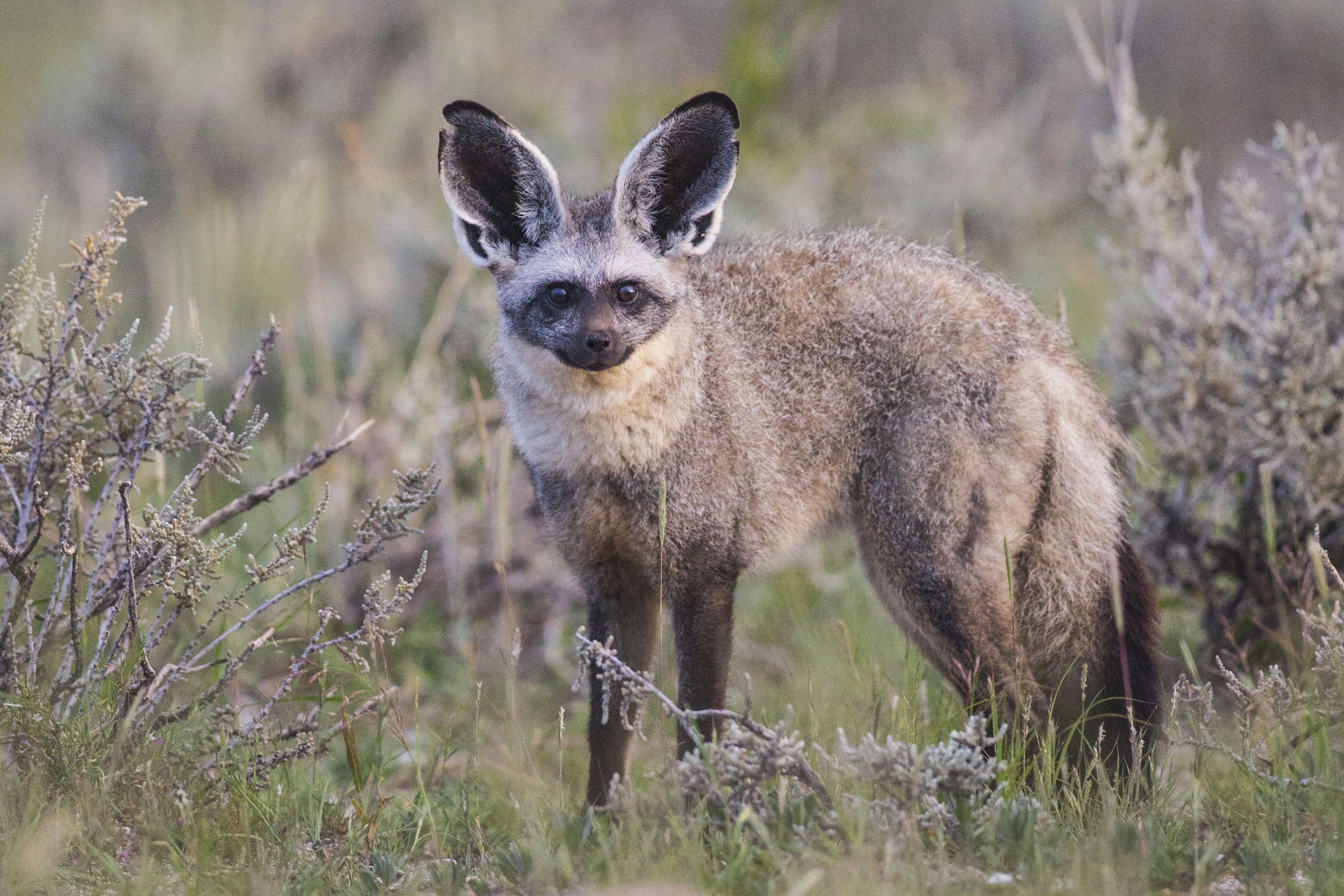
Renard à oreilles de chauve-souris.
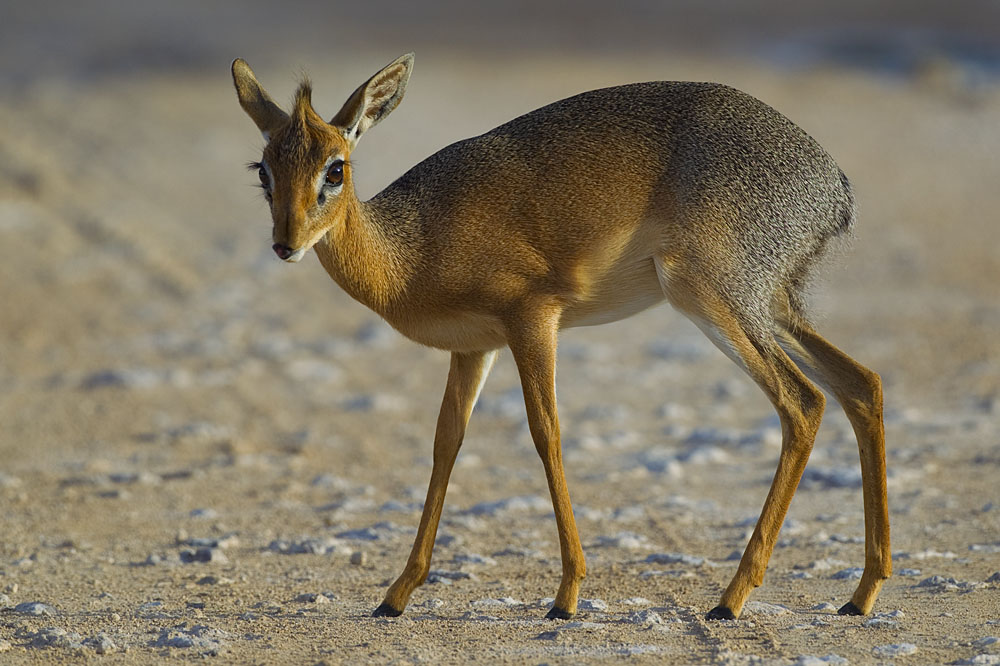
Dik-dik de Kirk.
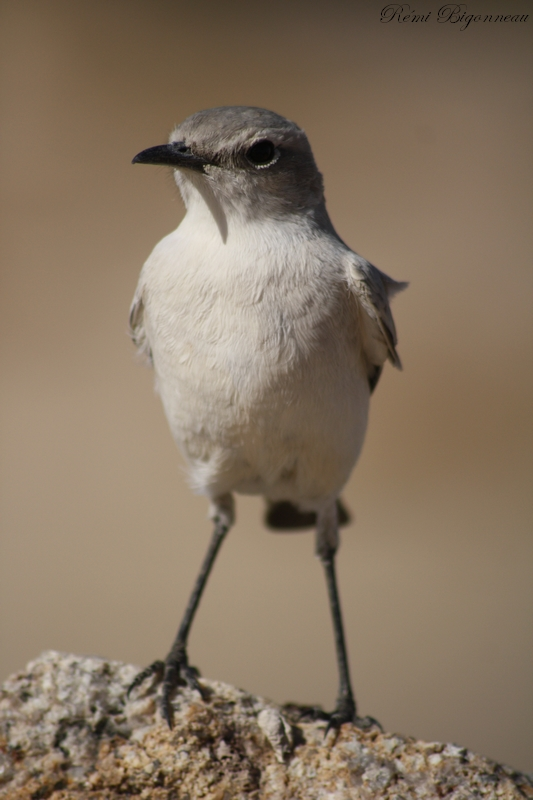
Traquet du Karoo.
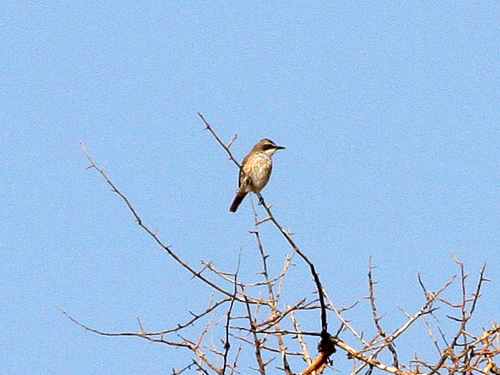
Namiorne héréro.